# DNA (Jumbo)
DNA è il secondo album dei Jumbo, pubblicato dalla Philips Records nel 1972.

## Tracce
Lato A
1. Suite per il Sig. K – 20:45

Durata totale: 20:45
Lato B
1. Miss Rand – 5:00 (Alvaro Fella)
2. È brutto sentirsi vecchi – 6:30 (Alvaro Fella)
3. Hai visto... – 7:18 (Alvaro Fella)

Durata totale: 18:48

## Musicisti
- Alvaro Fella - voce, chitarra acustica
- Daniele Bianchini - chitarra elettrica, chitarra acustica
- Sergio Conte - organo, pianoforte elettrico, pianoforte
- Dario Guidotti - flauto, armonica, chitarra acustica
- Aldo Gargano - basso elettrico
- Vito Balzano - batteria

Note aggiuntive
- Edizioni Alfiere - produzione
- Ezio De Rosa - tecnico del suono, missaggio
- Silvio Crippa - direzione alla produzione, missaggio
- Jumbo - arrangiamenti, missaggio